# Melbourne Cup
Melbourne Cup är ett australiskt galopplöp för treåriga fullblod och äldre, som årligen rids på Flemington Racecourse i Melbourne i Victoria i Australien varje oktober. Det är ett Grupp 1-löp, det vill säga ett löp av högsta internationella klass. Första upplagan av Melbourne Cup reds 1861, och rids över distansen 3 200 meter.
Den samlade prissumman i löpet är 8 000 000 australiska dollar.